# Pàpula
|  | Per a altres significats, vegeu «Pàpula (insecte)». |

Pàpula i placa

Una pàpula és una lesió elemental de la pell consistent en una elevació circumscrita i sòlida de la pell sense líquid en el seu interior, que varia en grandària des d'un cap d'agulla fins a 1 cm. Pot ser de color marró, morada, rosa o vermella. Les pàpules poden tenir diferents formes i s'associen de vegades amb altres lesions com ara crostes o escates.